# Moritz Friedrich von Milkau
Moritz Friedrich von Milkau was een Saksisch aristocraat en militair. Hij was onder andere Saksisch-Pools generaal-majoor en kolonel van een Saksisch regiment dragonders in Staatse dienst. Moritz Friedrich von Milkau was korte tijd bevelhebber van het Saksische leger.
In Saksen was Moritz Friedrich von Milkau eigenaar van een van de meest indrukwekkende Duitse kastelen, de Burg Kriebstein. In 1736 was generaal von Milkau een van de eerste ridders in de Pools-Saksische Militaire Orde van Sint-Hendrik.